# Marele Premiu al Japoniei din 2023
Marele Premiu al Japoniei din 2023 (cunoscut oficial ca Formula 1 Lenovo Japanese Grand Prix 2023) a fost o cursă auto de Formula 1 ce s-a desfășurat pe 24 septembrie 2023 pe Circuitul Suzuka din Suzuka, Japonia. Cursa a fost cea de-a șaisprezecea etapă a Campionatului Mondial de Formula 1 al FIA din 2023.
Max Verstappen a pornit din pole position, a stabilit cel mai rapid tur și a câștigat cursa pentru Red Bull Racing, permițând constructorului austriac să-și adjudece al șaselea Campionat al Constructorilor din palmares, reușind performanța pentru al doilea an la rând. Echipa și-a asigurat și Campionatul Piloților, deoarece doar Sergio Pérez mai rămâne în competiția pentru titlu în spatele lui Verstappen. Lando Norris a încheiat cursa pe locul 2 pentru al doilea weekend la rând, iar australianul Oscar Piastri a terminat pe locul 3, obținând primul său podium în Formula 1. Piastri este primul pilot care se clasează pe un podium în sezonul de debut după Lance Stroll în 2017. De asemenea, a fost primul dublu podium pentru McLaren de la Marele Premiu al Italiei din 2021.

## Context
Furnizorul de anvelope Pirelli a adus compușii de anvelope C1, C2 și C3 (denumiți dur, mediu și, respectiv, moale) pentru ca echipele să le folosească la eveniment.

## Calificări
Calificările pentru Marele Premiu au avut loc pe 23 septembrie 2023 începând cu ora locală 15:00 (UTC+9), ora 09:00 EEST.
| Poz.                  | Nr. | Pilot            | Constructor                  | Timpi calificări | Timpi calificări | Timpi calificări | Grila finală |
| Poz.                  | Nr. | Pilot            | Constructor                  | Q1               | Q2               | Q3               | Grila finală |
| --------------------- | --- | ---------------- | ---------------------------- | ---------------- | ---------------- | ---------------- | ------------ |
| 1                     | 1   | Max Verstappen   | Red Bull Racing-Honda RBPT   | 1:29,878         | 1:29,964         | 1:28,877         | 1            |
| 2                     | 81  | Oscar Piastri    | McLaren-Mercedes             | 1:30,439         | 1:30,122         | 1:29,458         | 2            |
| 3                     | 4   | Lando Norris     | McLaren-Mercedes             | 1:30,063         | 1:30,296         | 1:29,493         | 3            |
| 4                     | 16  | Charles Leclerc  | Ferrari                      | 1:30,393         | 1:29,940         | 1:29,542         | 4            |
| 5                     | 11  | Sergio Pérez     | Red Bull Racing-Honda RBPT   | 1:30,652         | 1:29,965         | 1:29,650         | 5            |
| 6                     | 55  | Carlos Sainz Jr. | Ferrari                      | 1:30,651         | 1:30,067         | 1:29,850         | 6            |
| 7                     | 44  | Lewis Hamilton   | Mercedes                     | 1:30,811         | 1:30,040         | 1:29,908         | 7            |
| 8                     | 63  | George Russell   | Mercedes                     | 1:30,811         | 1:30,268         | 1:30,219         | 8            |
| 9                     | 22  | Yuki Tsunoda     | AlphaTauri-Honda RBPT        | 1:30,733         | 1:30,204         | 1:30,303         | 9            |
| 10                    | 14  | Fernando Alonso  | Aston Martin Aramco-Mercedes | 1:30,971         | 1:30,465         | 1:30,560         | 10           |
| 11                    | 40  | Liam Lawson      | AlphaTauri-Honda RBPT        | 1:30,425         | 1:30,508         | N/A              | 11           |
| 12                    | 10  | Pierre Gasly     | Alpine-Renault               | 1:30,843         | 1:30,509         | N/A              | 12           |
| 13                    | 23  | Alexander Albon  | Williams-Mercedes            | 1:30,941         | 1:30,537         | N/A              | 13           |
| 14                    | 31  | Esteban Ocon     | Alpine-Renault               | 1:30,960         | 1:30,586         | N/A              | 14           |
| 15                    | 20  | Kevin Magnussen  | Haas-Ferrari                 | 1:30,976         | 1:30,665         | N/A              | 15           |
| 16                    | 77  | Valtteri Bottas  | Alfa Romeo-Ferrari           | 1:31,049         | N/A              | N/A              | 16           |
| 17                    | 18  | Lance Stroll     | Aston Martin Aramco-Mercedes | 1:31,181         | N/A              | N/A              | 17           |
| 18                    | 27  | Nico Hülkenberg  | Haas-Ferrari                 | 1:31,299         | N/A              | N/A              | 18           |
| 19                    | 24  | Zhou Guanyu      | Alfa Romeo-Ferrari           | 1:31,398         | N/A              | N/A              | 19           |
| Regula 107%: 1:36,169 |     |                  |                              |                  |                  |                  |              |
| —                     | 2   | Logan Sargeant   | Williams-Mercedes            | Fără timp        | N/A              | N/A              | LB           |
| Sursa:                |     |                  |                              |                  |                  |                  |              |

Note
- ^1 – Logan Sargeant nu a reușit să stabilească un timp în calificări. I s-a permis să concureze la discreția comisariilor de cursă. Apoi, a fost nevoit să înceapă cursa de pe linia boxelor, deoarece noile elemente cu specificații diferite față de cele utilizate inițial au fost instalate pe mașina lui în condiții de parc fermé. De asemenea, a primit o penalizare de zece secunde din cauză că mecanicii lui au asamblat un nou șasiu, acesta fiind considerat drept o mașină nouă introdusă pentru el.[6]

## Cursă
Cursa a avut loc pe 24 septembrie 2023, având startul la ora locală 14:00 (UTC+9), ora 08:00 EEST.
| Poz.                                                                                 | Nr. | Pilot            | Constructor                  | Tururi | Timp/Retras | Grilă | Puncte |
| ------------------------------------------------------------------------------------ | --- | ---------------- | ---------------------------- | ------ | ----------- | ----- | ------ |
| 1                                                                                    | 1   | Max Verstappen   | Red Bull Racing-Honda RBPT   | 53     | 1:30:58,421 | 1     | 26     |
| 2                                                                                    | 4   | Lando Norris     | McLaren-Mercedes             | 53     | +19,387     | 3     | 18     |
| 3                                                                                    | 81  | Oscar Piastri    | McLaren-Mercedes             | 53     | +36,494     | 2     | 15     |
| 4                                                                                    | 16  | Charles Leclerc  | Ferrari                      | 53     | +43,988     | 4     | 12     |
| 5                                                                                    | 44  | Lewis Hamilton   | Mercedes                     | 53     | +49,376     | 7     | 10     |
| 6                                                                                    | 55  | Carlos Sainz Jr. | Ferrari                      | 53     | +50,221     | 6     | 8      |
| 7                                                                                    | 63  | George Russell   | Mercedes                     | 53     | +57,659     | 8     | 6      |
| 8                                                                                    | 14  | Fernando Alonso  | Aston Martin Aramco-Mercedes | 53     | +1:14,725   | 10    | 4      |
| 9                                                                                    | 31  | Esteban Ocon     | Alpine-Renault               | 53     | +1:19,678   | 14    | 2      |
| 10                                                                                   | 10  | Pierre Gasly     | Alpine-Renault               | 53     | +1:23,155   | 12    | 1      |
| 11                                                                                   | 40  | Liam Lawson      | AlphaTauri-Honda RBPT        | 52     | +1 tur      | 11    |        |
| 12                                                                                   | 22  | Yuki Tsunoda     | AlphaTauri-Honda RBPT        | 52     | +1 tur      | 9     |        |
| 13                                                                                   | 24  | Zhou Guanyu      | Alfa Romeo-Ferrari           | 52     | +1 tur      | 19    |        |
| 14                                                                                   | 27  | Nico Hülkenberg  | Haas-Ferrari                 | 52     | +1 tur      | 18    |        |
| 15                                                                                   | 20  | Kevin Magnussen  | Haas-Ferrari                 | 52     | +1 tur      | 15    |        |
| Ab                                                                                   | 23  | Alexander Albon  | Williams-Mercedes            | 26     | Avarii      | 13    |        |
| Ab                                                                                   | 2   | Logan Sargeant   | Williams-Mercedes            | 22     | Avarii      | LB    |        |
| Ab                                                                                   | 18  | Lance Stroll     | Aston Martin Aramco-Mercedes | 20     | Aripa-spate | 17    |        |
| Ab                                                                                   | 11  | Sergio Pérez     | Red Bull Racing-Honda RBPT   | 15     | Avarii      | 5     |        |
| Ab                                                                                   | 77  | Valtteri Bottas  | Alfa Romeo-Ferrari           | 7      | Avarii      | 16    |        |
| Cel mai rapid tur: Max Verstappen (Red Bull Racing-Honda RBPT) – 1:34,183 (turul 39) |     |                  |                              |        |             |       |        |
| Sursa:                                                                               |     |                  |                              |        |             |       |        |

Note
- ^1 – Include un punct pentru cel mai rapid tur.[8]

## Clasamentele campionatelor după cursă
|        | Poz. | Pilot            | Pct. |
| ------ | ---- | ---------------- | ---- |
|        | 1    | Max Verstappen   | 400  |
|        | 2    | Sergio Pérez     | 223  |
|        | 3    | Lewis Hamilton   | 190  |
|        | 4    | Fernando Alonso  | 174  |
|        | 5    | Carlos Sainz Jr. | 150  |
| Sursa: |      |                  |      |

|        | Poz. | Constructor                  | Pct. |
| ------ | ---- | ---------------------------- | ---- |
|        | 1    | Red Bull Racing-Honda RBPT*  | 623  |
|        | 2    | Mercedes                     | 305  |
|        | 3    | Ferrari                      | 285  |
|        | 4    | Aston Martin Aramco-Mercedes | 221  |
|        | 5    | McLaren-Mercedes             | 172  |
| Sursa: |      |                              |      |

- Notă: Doar primele cinci locuri sunt prezentate în ambele clasamente.
- Concurenții îngroșați și marcați cu un asterisc sunt campionii mondiali din 2023.